# Список умерших в 1279 году

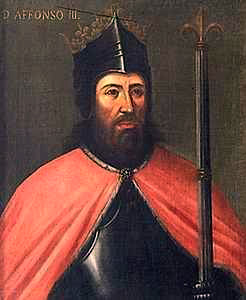
Афонсу III

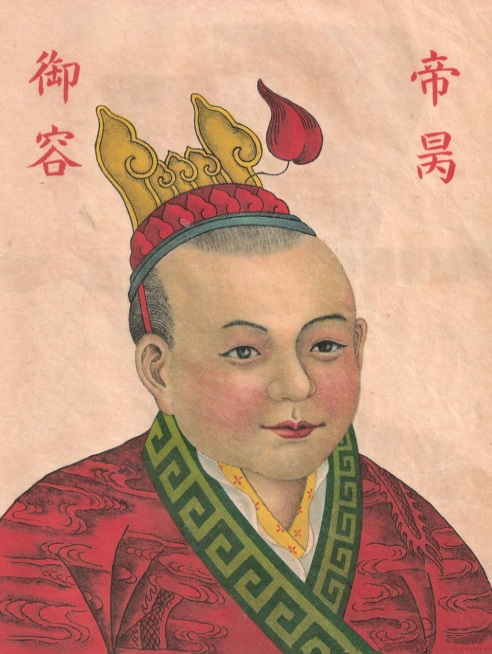
Чжао Бин

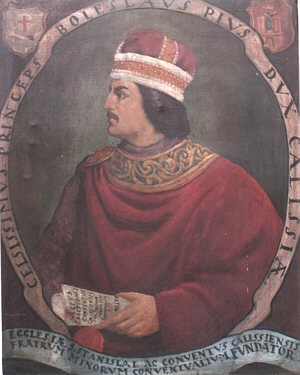
Болеслав Набожный

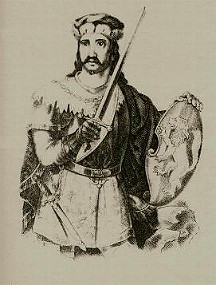
Альбрехт I Великий

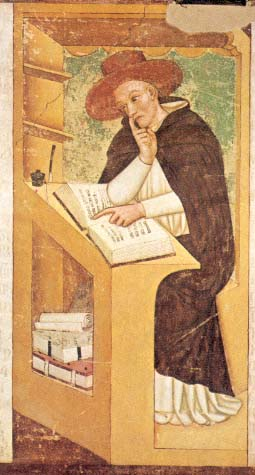
Роберт Килуордби

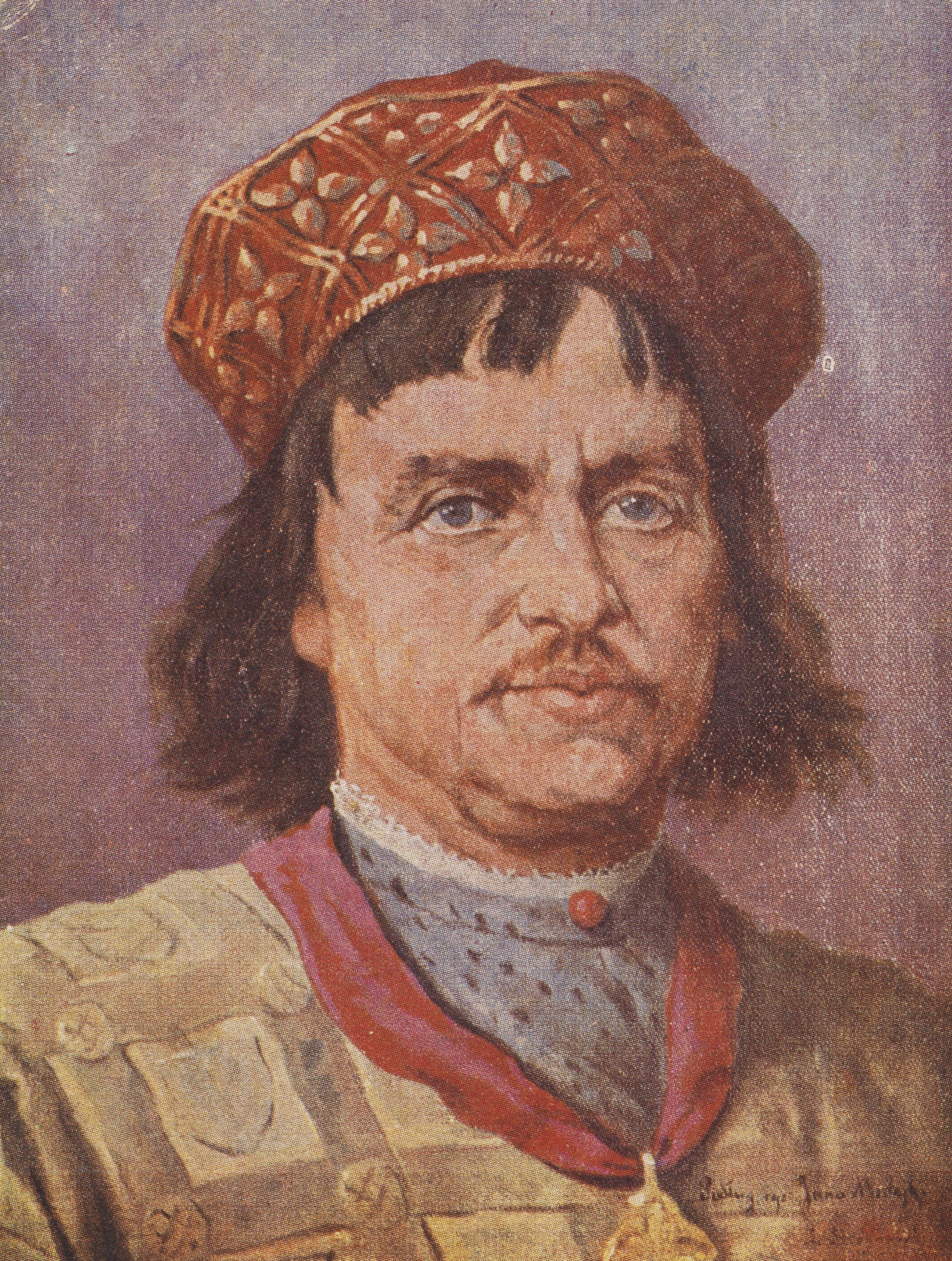
Болеслав V Стыдливый

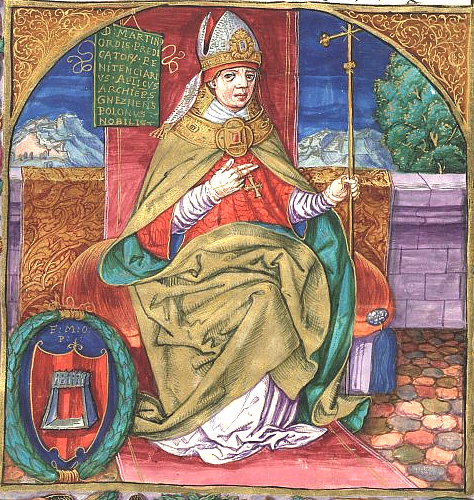
Мартин Опавский

В этой статье представлен список известных людей, умерших в 1279 году.
См. также: Категория:Умершие в 1279 году

## Февраль
- 16 февраля — Афонсу III (68) — король Португалии (1248—1279), первый король Алгарве (1249—1279), граф Булонский (1235—1253).

## Март
- 5 марта — Эрнст фон Ратцебург — ландмейстер Тевтонского ордена в Ливонии (1273—1279), погиб в битве под Ашераденом.
- 8 марта:
  - Алиса — пфальцграфиня Бургундии (1248—1279), графиня-консорт Савойская (1268—1279), жена Филиппа I;
  - Юрий Андреевич, князь суздальский (1264—1279).
- 15 марта — Жанна де Даммартен — графиня Омаля (1239—1279), графиня Понтье (1250—1279), королева-консорт Кастилии и Леона (1237—1252), жена Фернандо III
- 19 марта:
  - Лу Сюфу[англ.] — последний канцлер империи Южная Сун, один из «трёх выдающихся личностей в последние годы династии Сун», погиб в битве при Ямынь;
  - Чжан Шицзи[англ.] — китайский адмирал, один из «трёх выдающихся личностей в последние годы династии Сун», погиб в битве при Ямынь;
  - Чжао Бин (8) — последний китайский император династии Южная Сун (1278—1279), погиб в битве при Ямынь.
- 26 марта — Хилдебранд фон Мёхрен[нем.] — епископ Айхштета (1261—1279)

## Апрель
- 14 апреля — Болеслав Набожный — князь Познани (1241—1247), князь Калиша (1244—1249, 1253—1279), князь Гнезно (1241—1247, 1249—1250, 1253—1279), князь Иноврацлава (1271—1273).
- Уолтер Гиффард[англ.] — епископ Бата и Уэлльса (1264—1266), Лорд-канцлер Англии (1265—1266), архиепископ Йоркский (1266—1279)

## Май
- 28 мая — Уильям Вишарт[англ.] — епископ Глазго (1270—1271), епископ Сент-Андруса (1271/73—1279)

## Июнь
- 16 июня — Томмалтач О Конхобайр[исп.] — архиепископ Туама
- 28 июня — Жан I де Шатильон — граф Блуа и граф Шатодёна (1241—1279), граф Шартра (1270—1279), сеньор де Гиз (1245/1246—1279)

## Июль
- 4 июля — Оттон I фон Брауншвейг-Люнебург[нем.] — князь-епископ Хильдесхайма (1260—1279)
- 15 июля — Уильям Лэнгтон[англ.] — архиепископ Йоркский (1265), епископ Карлайла (1278)
- 22 июля — Филипп Каринтийский[нем.] — архиепископ Зальцбурга (1247—1256), патриарх Аквилеи (1269—1273), последний граф Лебенау (1254—1279)

## Август
- 15 августа — Альбрехт I Великий — последний герцог Брауншвейг-Люнебурга (1252—1267), первый герцог Брауншвейг-Люнебурга в Брауншвейге (1267—1279), родоначальник Старшего Брауншвейгского дома.
- 24 августа — Валеран (Вальрам) IV Лимбургский — герцог Лимбурга и граф Арпона (1247—1279), последний представитель Лимбургского дома по мужской линии
- 31 августа — Альдобрандино Кавальканти[итал.] — епископ Орвието (1272—1279).

## Сентябрь
- 3 сентября — Этьен Темпье[англ.] — епископ Парижа (1268—1279)
- 11 сентября — Роберт Килуордби — английский схоласт, архиепископ Кентерберийский (1272—1278), кардинал-епископ Порто-Санта Руфина (1278—1279).
- 18 сентября — Ульрих II — граф Вюртемберга (1265–1279)

## Декабрь
- 7 декабря — Болеслав V Стыдливый (53) — князь Польши (Кракова) (1243—1279).
- 18 декабря — Ричард Грейвсендский[англ.] — епископ Линкольна (1258—1279).
- 23 декабря — Мартин Опавский — архиепископ гнезненский (1278), средневековый хронист.

## Дата неизвестна или требует уточнения
- Абу Закария Яхья II аль-Ватик, третий правитель государства Хафсидов в Ифрикии (1277—1279), второй халиф Хафсидов.
- Алиса Бургундская, графиня Осера, дама де Сент-Эньян и де Монже (1273—1279).
- Бан Муанг — царь Сукхотаи (1279).
- Гильом XI, граф Оверни и Булони (с 1277).
- Иоанникий I[англ.] — архиепископ Сербии (1272—1276), святой Сербской церкви.
- Кей-Кавус II, конийский султан (1245—1256, 1257—1261).
- Конрад Саксонский[англ.] — религиозный христианский писатель
- Конрад II фон Фрейзинг[нем.] — епископ Фрайзинга (1258–1279)
- Конрад фон Тирберг Старший — Ландмейстер Тевтонского ордена в Пруссии (1269—1271, 1275—1279)
- Куницца да Романо — итальянская аристократка из рода Эццелинов, прославившаяся своим распутством, а на старости лет обратившаяся к делам милосердия.
- Ли Е — китайский математик.
- Мария Олеговна, княгиня ярославская, жена удельного князя ярославского Всеволода Константиновича.
- Михаил Ростиславич — князь Мстиславский (1260—1278), Великий князь Смоленский (1278—1279)
- Рено де Водемон[англ.] — граф де Водемон (1278—1279)
- Робер де Куртене[фр.] — епископ Орлеана (1258—1279)
- Роберт де Феррерс, 6-й граф Дерби — граф Дерби (1254—1266/1269)
- Сеид Аджаль Шамсуддин — первый наместник императоров монгольской династии Юань в провинции Юньнань и основатель династии мусульманских наместников в Юньнани, один из участников монгольского завоевания Бирмы. Основатель системы вакуфных земель для содержания учебных учреждений на Юго-Западе Китая.
- Теобальдо ди Чеккано[фр.] — итальянский кардинал-священник